# أرتورس بيرزينش
أرتورس بيرزينش (باللاتفية: Artūrs Bērziņš)‏ مواليد 12 يونيو 1988 في أوغره، هو لاعب كرة سلة لاتفي. بدأ مسيرته الاحترافية في سنة 2008. يحمل الرقم 14.

## المسيرة الاحترافية
لعب مع نادي فينتسبيلس لكرة السلة من سنة 2008 إلى 2013، ثم لعب مع في إي إف ريغا من سنة 2013 إلى 2015، ثم لعب مع نادي فالميرا لكرة السلة في سنة 2015.

## روابط خارجية
- أرتورس بيرزينش على موقع الاتحاد الدولي لكرة السلة (الإنجليزية)
- أرتورس بيرزينش على موقع كرة السلة الأوروبية.كوم (الإنجليزية)
- أرتورس بيرزينش على موقع ريلجم (الإنجليزية)
- أرتورس بيرزينش على موقع بروبوليرز (الإنجليزية)
- أرتورس بيرزينش على موقع سبورتس رفرنس (الإنجليزية)